# Lokah Laqi
Lokah Laqi (em chinês: 只要我長大) é um filme de drama taiwanês de 2016 dirigido e escrito por Laha Mebow. Foi selecionado como representante de seu país ao Oscar de melhor filme estrangeiro em 2017.

## Elenco
- Albee Huang
- Sharon Kao
- Buya Watan
- Watan Silan
- Suyan Pito